# Węże w samolocie

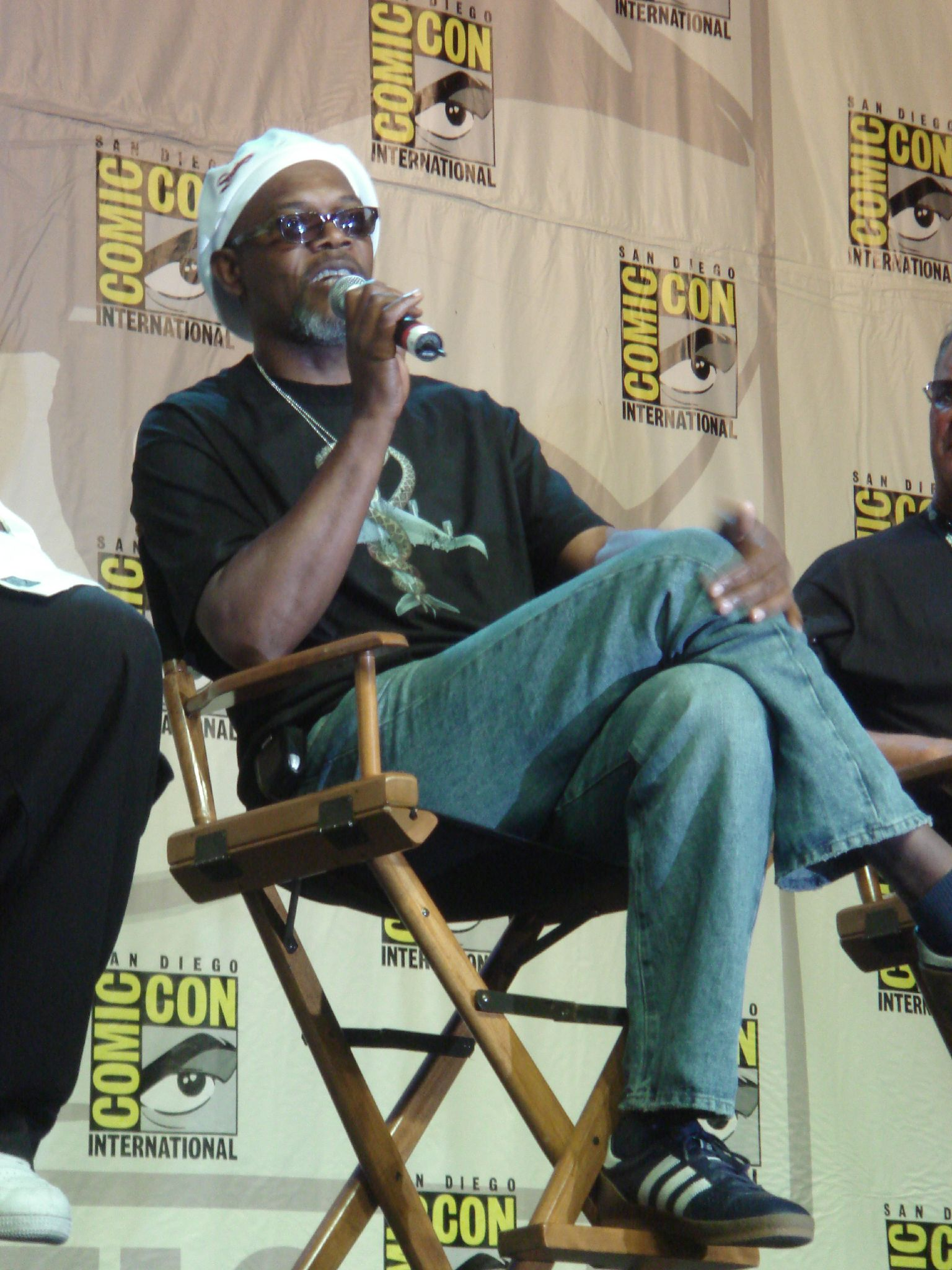
Samuel L. Jackson promuje film podczas Comic-Conu w lipcu 2006.

Węże w samolocie (ang. Snakes on a Plane) – amerykańsko-niemiecki dreszczowiec z 2006 roku w reżyserii Davida R. Ellisa. W roli głównej wystąpił w nim Samuel L. Jackson. Zdjęcia kręcono w Honolulu, Los Angeles oraz w Burnaby w Kolumbii Brytyjskiej (Kanada).

## Fabuła
Doświadczony agent FBI Neville Flynn (Samuel L. Jackson) transportuje z Hawajów do Los Angeles Seana Jonesa, świadka mającego zeznawać przeciwko gangsterom. Podczas lotu okazuje się, że na pokładzie samolotu, którym lecą, znajduje się kilkaset niebezpiecznych, jadowitych węży, które mają doprowadzić do turbulencji, następnie do wypadku, a w rezultacie mają uśmiercić świadka. Za całą sprawą stoi mafia. Flynn, razem z początkującym pilotem, przerażoną załogą i pasażerami, próbuje przeżyć atak tropikalnych gadów.

## Obsada
- Samuel L. Jackson – Neville Flynn
- Julianna Margulies – Claire Miller
- Rachel Blanchard – Mercedes Harbont
- Nathan Phillips – Sean Jones
- Bobby Cannavale – Hank Harris
- Terry Chen – Chen Leong
- Kenan Thompson – Troy McDaniel
- Byron Lawson – Edward Kim
- Todd Louiso – dr. Steven Price
- Candice Macalino – hawajska dziewczyna

## O filmie
Jeszcze przed oficjalną premierą, która miała miejsce w sierpniu 2006 r. w Ameryce Północnej, film spotkał się z ogromnym zainteresowaniem; początkowo głównie wśród internautów, którzy przyczynili się do wzrostu jego popularności poprzez zakładanie wirtualnych fanklubów zrzeszających wielbicieli filmu. Węże w samolocie już wówczas stały się internetowym fenomenem, co zmotywowało wytwórnię New Line Cinema do ich pospiesznej realizacji.
Mimo różnorodnych opinii krytyków filmowych, Węże w samolocie odniosły zadowalający sukces komercyjny, zyski z dystrybucji kinowej na całym świecie wyniosły bowiem ponad sześćdziesiąt dwa miliony dolarów.
W 2007 r. Academy of Science Fiction, Fantasy & Horror Films nominowało film do nagrody Saturna w kategorii najlepszy horror.